# Sanfilippodytes compertus
Sanfilippodytes compertus is een keversoort uit de familie waterroofkevers (Dytiscidae). De wetenschappelijke naam van de soort is voor het eerst geldig gepubliceerd in 1932 door Brown.